# فوارون
فوارون (بالفرنسية: Voiron) هي بلدية فرنسية تابعة لإقليم ازار تقع في الجزء الجنوب الشرقي من فرنسا (منطقة رون ألب) وهي تقع في الدائرة الانتخابية التاسعة في المقاطعة غرب مدينة غرونوبل عاصمة الإقليم ويقطنها حوالي 20400 نسمة حسب إحصائيات سنة 2008.

## توأمة
لفوارون اتفاقيات توأمة مع كل من:
- هرفورد
- شيبينيك
- باسانو دل غرابا
- Droitwich Spa [الإنجليزية]‏
- طراغونة

## أعلام
- بيير مولن
- دانتيس
- فابيان كونتونز

## روابط
- الموقع الرسمي للمدينة